# Richard D. Zanuck
Richard Darryl Zanuck (Los Angeles, 13 de dezembro de 1934 - 13 de julho de 2012) foi um produtor de cinema norte-americano. Ele ganhou o Oscar de melhor filme por Conduzindo Miss Daisy (1989).

## Filmografia
- Compulsion (1959)
- Sanctuary (1961)
- The Chapman Report (1962)
- The Sound of Music (1965)
- Sssssss (1973)
- Willie Dynamite (1974)
- The Sugarland Express (1974)
- The Black Windmill (1974)
- The Girl from Petrovka (1974)
- The Eiger Sanction (1975)
- Jaws (1975)
- MacArthur (1977)
- Jaws 2 (1978)
- The Island (1980)
- Neighbors (1981)
- The Verdict (1982)
- Cocoon (1985)
- Target (1985)
- Cocoon: The Return (1988)
- Driving Miss Daisy (1989)
- Rush (1991)
- Rich in Love (1993)
- Clean Slate (1994)
- Wild Bill (1995)
- Mulholland Drive (1996)
- Chain Reaction (1996)
- Deep Impact (1998)
- True Crime (1999)
- Rules of Engagement (2000)
- Planet of the Apes (2001)
- Reign of Fire (2002)
- Road to Perdition (2002)
- Big Fish (2003)
- Charlie and the Chocolate Factory (2005)
- Sweeney Todd: The Demon Barber of Fleet Street (2007)
- Yes Man (2008)
- The Book of Eli (2010)
- Alice in Wonderland (2010)
- Clash of the Titans (2010)
- Dark Shadows (2011)